# Rinyaújlak
Rinyaújlak is een plaats (község) en gemeente in het Hongaarse comitaat Somogy. Rinyaújlak telt 338 inwoners (2001).